# マーク・ダカスコス
マーク・ダカスコス（Mark Dacascos, 1964年2月26日 - ）は、アメリカハワイ州ホノルル生まれの映画俳優。

## 来歴
母モリコ・マクヴェイ＝マレイ（Moriko McVey-Murray）は日本人とアイルランド系アメリカ人の混血。父アル・ダカスコス（Al Dacascos）はスペイン人、中国人、フィリピン人の混血で、姓はギリシア系である。エキゾチックな風貌を持ち、それが彼の大きな魅力になっている。
母方の祖母は広島出身であり、原爆投下時に広島にいた。
両親がカンフーの師範だったため、4歳から格闘技を習う。9歳までハワイに住んでいたが、両親が武術指導を考え、ドイツに移住。18歳の時カンフーのヨーロッパ選手権で優勝。その後、僧侶に憧れて台湾に行った。ポートランド州立大学で中国語と演劇を専攻した。サンフランシスコのチャイナタウンを歩いていてウェイン・ワン監督のスタッフにスカウトされ、映画のオーディションを受け、俳優になった。1985年『dim sum』で映画デビュー。テレビドラマ『クロウ・天国への階段』の主役も務めた。
『クライング フリーマン』で共演した女優のジュリー・コンドラと結婚。二男一女がいる。
日本人の血が流れているせいか、日本とのかかわりも多い。初期の主演作『ダブルドラゴン』は北米で絶大な人気を誇った日本製ゲームが原作であり、映画と同時期にリリースされた同タイトルの対戦型格闘ゲーム版キャラクター（ドット絵）は彼をイメージして描かれている（通常コスチュームでの勝ちポーズに顕著）。出世作の『クライング フリーマン』（小池一夫原作、池上遼一作画）では、加藤雅也と共演している。劇中で日本語を話すシーンがあるが、発音・イントネーションともに完璧で、日本人と変わらないほど流暢に操る。『SPY_N』では藤原紀香と共演している。またフジテレビ『料理の鉄人』の輸入版である『アイアン・シェフ・アメリカ』においては、日本の鹿賀丈史主宰の甥という設定で「アメリカ美食アカデミー主宰」を演じている。『ザ・ブレイブ・ウォー 第442部隊』で演じた日系人兵士は、フィリピン人の母親を持つという設定であった。

## 主な出演作品

### 映画
| 公開年 | 邦題 原題                                                                                             | 役名                   | 備考                        |
| ------ | --- | ---------------------- | --------------------------- |
| 1990   | 仁義なき闘いインL.A./エンジェル・タウン Angel Town                                                    | 運転手                 |                             |
| 1992   | バトルマスター USAサムライ伝説 American Samurai                                                       | ケンジロー・サンガ     |                             |
| 1993   | オンリー・ザ・ストロング Only the Strong                                                              | ルイス・スティーヴンス |                             |
| 1994   | ダブルドラゴン Double Dragon                                                                          | ジミー・リー           |                             |
| 1995   | キックボクサー5 Kickboxer 5                                                                           | マット・リーヴス       |                             |
| 1995   | クライング フリーマン Crying Freeman                                                                  | クライング・フリーマン |                             |
| 1996   | サボタージュ Sabotage                                                                                 | マイケル・ビショップ   |                             |
| 1996   | D.N.A. The Island of Dr. Moreau                                                                       | ロー・マイ             |                             |
| 1997   | D.N.A.II DNA                                                                                          | アッシュ・マットリー   | ビデオ映画                  |
| 1997   | DRIVE 破壊王 Drive                                                                                    | トビー・ウォン         |                             |
| 1997   | 地獄のサイバーウェポン/レッドライン Deathline                                                         | メリック               |                             |
| 1998   | 迫撃者 Boogie Boy                                                                                     | ジェシー・ペイジ       |                             |
| 1998   | サンクチュアリ Sanctuary                                                                              | ルーク・コヴァク       |                             |
| 1998   | フル・ブラント No Code of Conduct                                                                     | ポール・デルッカ       |                             |
| 1999   | コマンドライン/ザ・ベース The Base                                                                    | ジョン・マーフィー     | ビデオ映画                  |
| 2000   | SPY_N China Strike Force                                                                              | トニー・ラウ           |                             |
| 2001   | ジェヴォーダンの獣 Le Pacte des loups                                                                 | マニ                   |                             |
| 2001   | リーサル・トリガー Instinct to Kill                                                                   | J.T. ディロン          |                             |
| 2002   | ディープ・コア2002 Scorcher                                                                           | ライアン・ベケット     |                             |
| 2003   | ブラック・ダイヤモンド Cradle 2 the Grave                                                             | ヤオ・リン             |                             |
| 2004   | エアポート'04 Junior Pilot                                                                            | カトー                 | ビデオ映画                  |
| 2005   | ソーラー・ストライク Solar Strike                                                                     | ルーカス・フォスター   | テレビ映画                  |
| 2005   | レッド・ウォリアー Köshpendiler                                                                       | シャリシュ             |                             |
| 2006   | ザ・ブレイブ・ウォー 第442部隊 Only the Brave                                                         | スティーヴ・センザキ   |                             |
| 2007   | ジェイク・アイデンティティー Code Name: The Cleaner                                                   | エリック               |                             |
| 2007   | AVA エイリアン VS. エイリアン インベージョン Alien Agent                                              | ライカー               | ビデオ映画                  |
| 2009   | イングロリアス・セルビアン Serbian Scars                                                              | ピーター               | 日本劇場未公開              |
| 2010   | アルティメット・インパクト Shadows in Paradise                                                        | マックス・フォレスター | 日本劇場未公開              |
| 2013   | レジェンド・オブ・メダリオン -時空を越えた秘密の島- The Lost Medallion: The Adventures of Billy Stone | コブラ                 | 日本劇場未公開              |
| 2014   | オペレーション・ローグ Operation Rogue                                                                | ランドル大尉           | 日本劇場未公開              |
| 2016   | ショウダウン 不死身の弾丸 Showdown in ManilaA                                                         | マシュー               | 兼監督・製作 日本劇場未公開 |
| 2017   | アルティメット・ジャスティス Ultimate Justice                                                         | ガス                   | 日本劇場未公開              |
| 2017   | マキシマム・インパクト Maximum Impact                                                                 | トニー・リン           | 日本劇場未公開              |
| 2019   | ジョン・ウィック:パラベラム John Wick: Chapter 3 - Parabellum                                         | ゼロ                   |                             |
| 2019   | アンデッド・ドライバー 怒りのゾンビロード The Driver                                                  | ザ・ドライバー         |                             |
| 2021   | アサルト33:要塞病棟 Assault on VA-33                                                                  | ジャクソン             | 日本劇場未公開              |
| 2022   | 47RONIN -ザ・ブレイド- Blade of the 47 Ronin                                                          | シンシロ卿             | 日本劇場未公開              |
| 2023   | 聖闘士星矢 The Beginning Knights of the Zodiac                                                        | マイロック             |                             |

### テレビシリーズ
| 放映年    | 邦題 原題                                            | 役名                            | 備考                                   |
| --------- | ---------------------------------------------------- | ------------------------------- | -------------------------------------- |
| 1986-1997 | ジェネラル・ホスピタル General Hospital              | Police Cadet                    | 計4話出演                              |
| 1998-1999 | クロウ・天国への階段 The Crow: Stairway to Heaven    | エリック・ドレイヴン            | 計22話出演                             |
| 2002      | CSI:科学捜査班 CSI: Crime Scene Investigation        | アナンダ（アーナンダ）          | 第2シーズン第17話「六番目のチャクラ」  |
| 2007-2008 | スターゲイト アトランティス Stargate: Atlantis       | Tyre                            | 計2話出演                              |
| 2009-2010 | 仮面ライダードラゴンナイト Kamen Rider Dragon Knight | アドベントマスター / ユーブロン | 計9話出演                              |
| 2010-2018 | HAWAII FIVE-0 Hawaii Five-0                          | ウォー・ファット                | 計16話出演                             |
| 2014      | シカゴ P.D. Chicago P.D.                             | ジミー・シー                    | 第1シーズン第8話「チャイナタウンの闇」 |
| 2015-2016 | エージェント・オブ・シールド Agents of S.H.I.E.L.D.  | ギエラ                          | 計11話出演                             |
| 2016      | LUCIFER/ルシファー Lucifer                           | キモ                            | 第2シーズン第5話「元スターの悲劇」     |
| 2019      | 五行の刺客 Wu Assassins                              | Monk                            | 計5話出演                              |
| 2023      | ウォリアー Warrior                                   | Kong Pak                        |                                        |